# Yung Mavu
Noah Mavuela (Antwerpen, 24 oktober 2000), beter bekend als Yung Mavu, is een Belgische rapper. In 2017 ging hij wereldwijd viraal met zijn eerste single Black Magic.

## Biografie
Mavuela is geboren in de stad Antwerpen en groeide op in het dorp Sint-Job-in-'t-Goor. In januari 2017 ging Yung Mavu als zestienjarige viraal met zijn Harry Potter-rapnummer 'Black Magic'. De bijbehorende videoclip werd opgenomen in de Sint-Annatunnel in Antwerpen en bereikte inmiddels de kaap van dertig miljoen views op YouTube. In datzelfde jaar tekende Yung Mavu zijn eerste platencontract bij Universal Music België. Na een lange radiostilte ten gevolge van onenigheden met het label, werd hij eind 2018 uit zijn contract verlost.
In 2019 werd hij opgepikt door het independent label 32WORLDWIDE. Samen met de Belgische producer Chuki Beats werkte Mavu aan zijn eerste ep Hi, Im Pierre, die op 30 maart 2019 werd uitgebracht. Een aantal maanden later werd opvolger Matter of Time uitgebracht, waarvan de nummers “OEF” en “Nobody Like You” door een aantal radiozenders werd opgepikt. Dit jaar stond hij onder meer op de affiches van de Lokerse Feesten en Crammerock. In datzelfde jaar speelde hij ook een uitverkochte show in Het Depot in Leuven.
Volgend op dit succes werd in de herfst van 2020 zijn derde project By Any Means uitgebracht waaruit de hitsingle 'Fuego' voort vloeide. Later volgde ook nog de Luxury Denim-ep waarop hij onder meer samenwerkte met de Amerikaanse rapper Valee.
In 2022 werd Matter of Time II uitgebracht, opnieuw een album in samenwerking met Chuki Beats.

## Discografie
- 2019 - Hi, I'm Pierre
- 2019 - Matter of Time
- 2020 - By Any Means
- 2021 - Luxury Denim (ep)
- 2022 - Matter of Time II
- 2023 - Hotels & Heartbreaks
- 2023 - Home Again (ep)